# Spragueanella curta
Spragueanella curta är en tvåhjärtbladig växtart som beskrevs av D. Wiens & R.M. Polhill. Spragueanella curta ingår i släktet Spragueanella och familjen Loranthaceae. Inga underarter finns listade i Catalogue of Life.